# Bisdom Neyyattinkara
Het bisdom Neyyattinkara (Latijn: Dioecesis Neyyattinkaraensis) is een rooms-katholiek bisdom met als zetel Neyyattinkara, in India. Het bisdom is suffragaan aan het aartsbisdom Trivandrum. 

## Geschiedenis
Het bisdom werd opgericht op 14 juni 1996, uit delen van het bisdom Trivandrum, en was suffragaan aan het aartsbisdom Verapoly. Op 15 juni 2004 veranderde het van kerkprovincie en werd suffragaan aan het nieuw verheven aartsbisdom Trivandrum. 

## Parochies
Het bisdom had in 2021 een oppervlakte van 1.497 km2 en telde 1.467.000 inwoners waarvan 11,0% rooms-katholiek was.

## Bisschoppen
- Vincent Samuel (14 juni 1996 - heden)

Trivandrum (aartsbisdom) · Alleppey · Neyyattinkara · Punalur · Quilon